# Cloud 9 (Jamiroquai)
Cloud 9 è un singolo del gruppo musicale britannico Jamiroquai, pubblicato il 10 febbraio 2017 come secondo estratto dall'ottavo album in studio Automaton.

## Descrizione
Il brano è stato scritto e prodotto da Jason Kay, leader del gruppo, insieme a Matt Johnson.

## Video musicale
Il videoclip è stato girato in Spagna con la partecipazione di Mónica Cruz, sorella dell'attrice Penélope. Alterna scene girate in un disco-bar a scene girate all'aperto on the road con l'utilizzo di due auto storiche: una Ferrari 275 GTB/4 e una Mercedes cabriolet A280 SE targata "Cosmic" in omaggio al precedente video Cosmic Girl.

## Tracce
Digital (Virgin EMI - (UMG)
1. Cloud 9 – 3:24

## Classifiche
| Classifica (2017) | Posizione più alta |
| ----------------- | ------------------ |
| Belgio (Fiandre)  | 59                 |
| Belgio (Vallonia) | 69                 |
| Francia           | 157                |
| Regno Unito       | 47                 |
| Svizzera          | 80                 |